# Waltencir Pereira Serna
Waltencir Pereira Serna (* 11. November 1946 in Juiz de Fora; † 17. September 1979 in Maringá), besser bekannt als Waltencir, war ein brasilianischer Fußballspieler.

## Karriere

### Verein
Waltencir spielte auf der Position des rechten Verteidigers. Für seinen Verein Botafogo FR bestritt er zwischen 1967 und 1976 453 Pflichtspiele und rangiert damit in der Liste der Spieler mit den meisten Einsätzen für den Verein auf Rang 3. Nur Garrincha und Nílton Santos bestritten mehr Partien für Botafogo.
Größte sportliche Erfolge waren der Gewinn des Campeonato Carioca in den Jahren 1967 und 1968 sowie der Copa do Brasil 1968.

### Nationalmannschaft
Kurz nach Beginn seiner Profilaufbahn wurde Waltencir in den Kader der brasilianischen A-Nationalmannschaft berufen, um im Freundschaftsspiel gegen Argentinien aufzulaufen. In der Partie am 7. August 1968, im Maracanã, lief der Verteidiger in der Starformation und leitete mit seinem Treffer zum 1:0 in der 13. Minute den 4:1-Sieg über den Südamerika-Konkurrenten ein. Es blieb sein einziges Spiel für die Seleção.

## Erfolge
Botafogo
- Campeonato Carioca: 1967, 1968
- Taça Brasil: 1968